# نقش‌برجسته قزقاپان

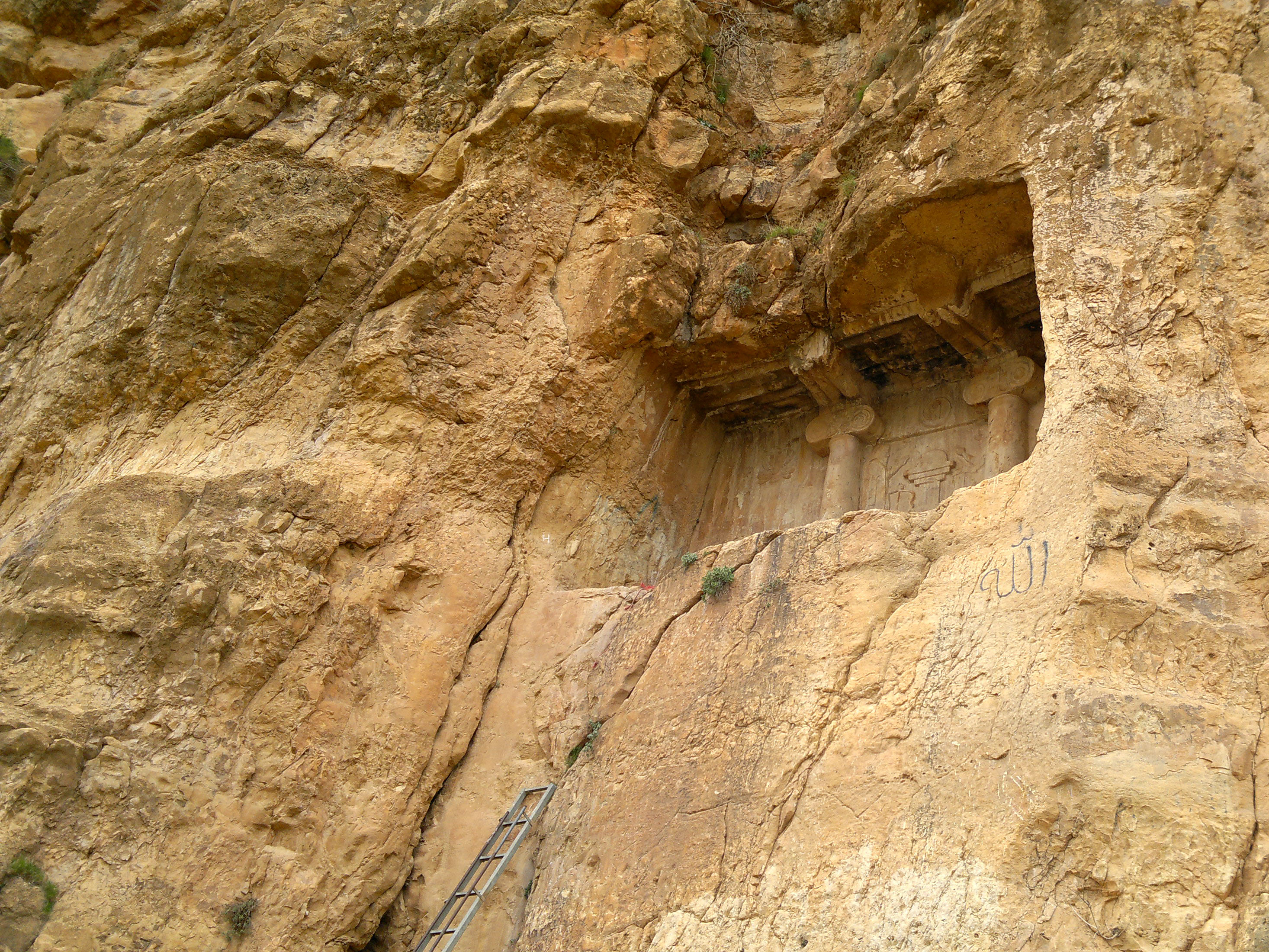
گوردخمه قیزقاپان

نقش‌برجسته قزقاپان یا غار قزقاپان (به کردی: ئه‌شکه‌وتی قزقاپان) مجموعه‌ای باستانی مربوط به آیین زرتشتی است که در کنار رودخانه رزان در ۵۰ کیلومتری شهر سلیمانیه واقع در استان سلیمانیه در عراق قرار دارد. طبق گفتهٔ تاریخ‌شناس روس ایگور دیاکونوف آرامگاه هووخشتره پادشاه ماد در این مکان قرار دارد.
غار قزقاپان در ۵۰ کیلومتری غرب سلیمانیه در درهٔ «چمی رزان» و در نزدیکی غار زرزی واقع شده‌است. در صخره‌ای بزرگ و در ارتفاع ۷ متری آن صخره غاری کنده شده‌است.

## نگارخانه

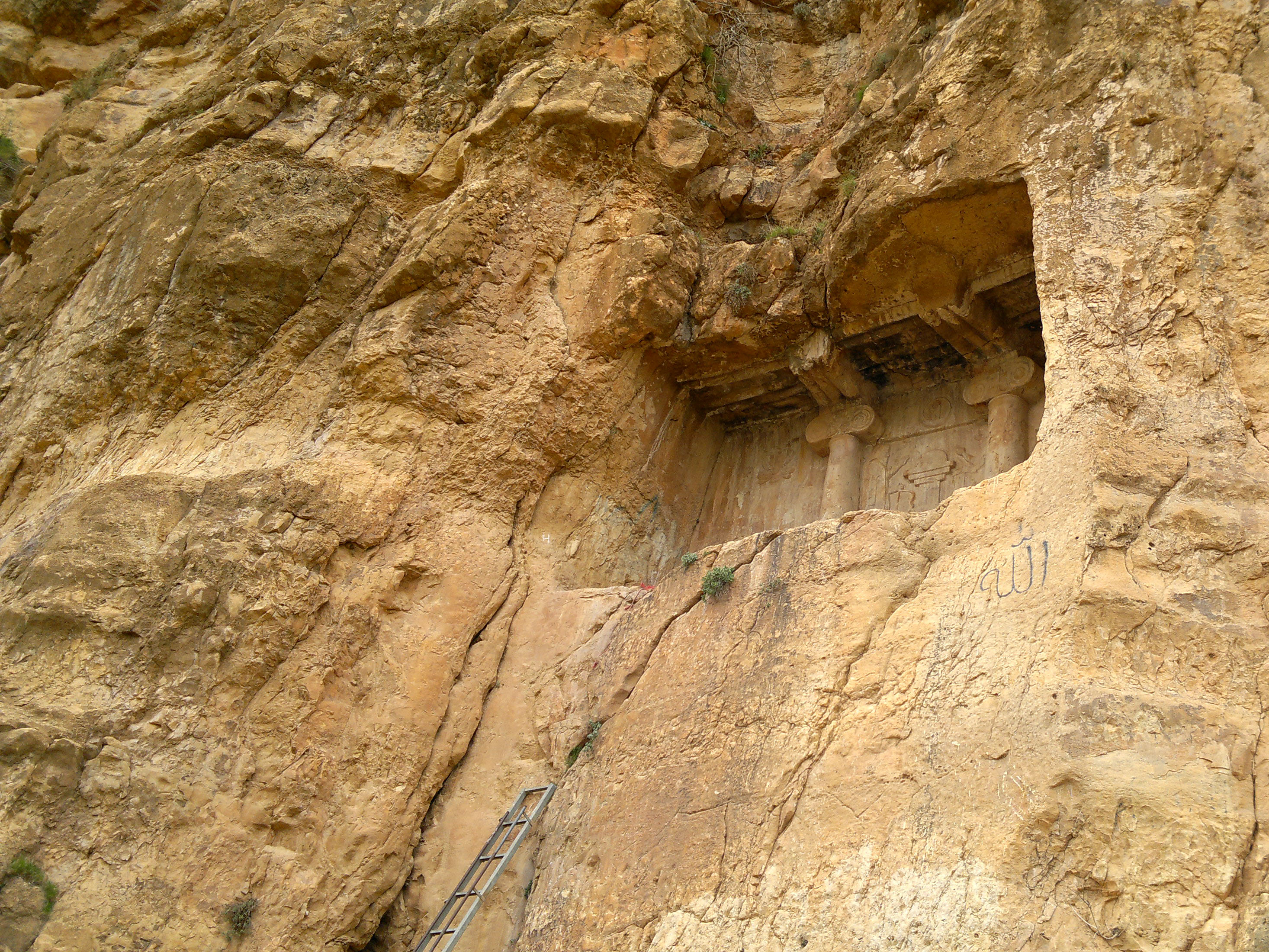
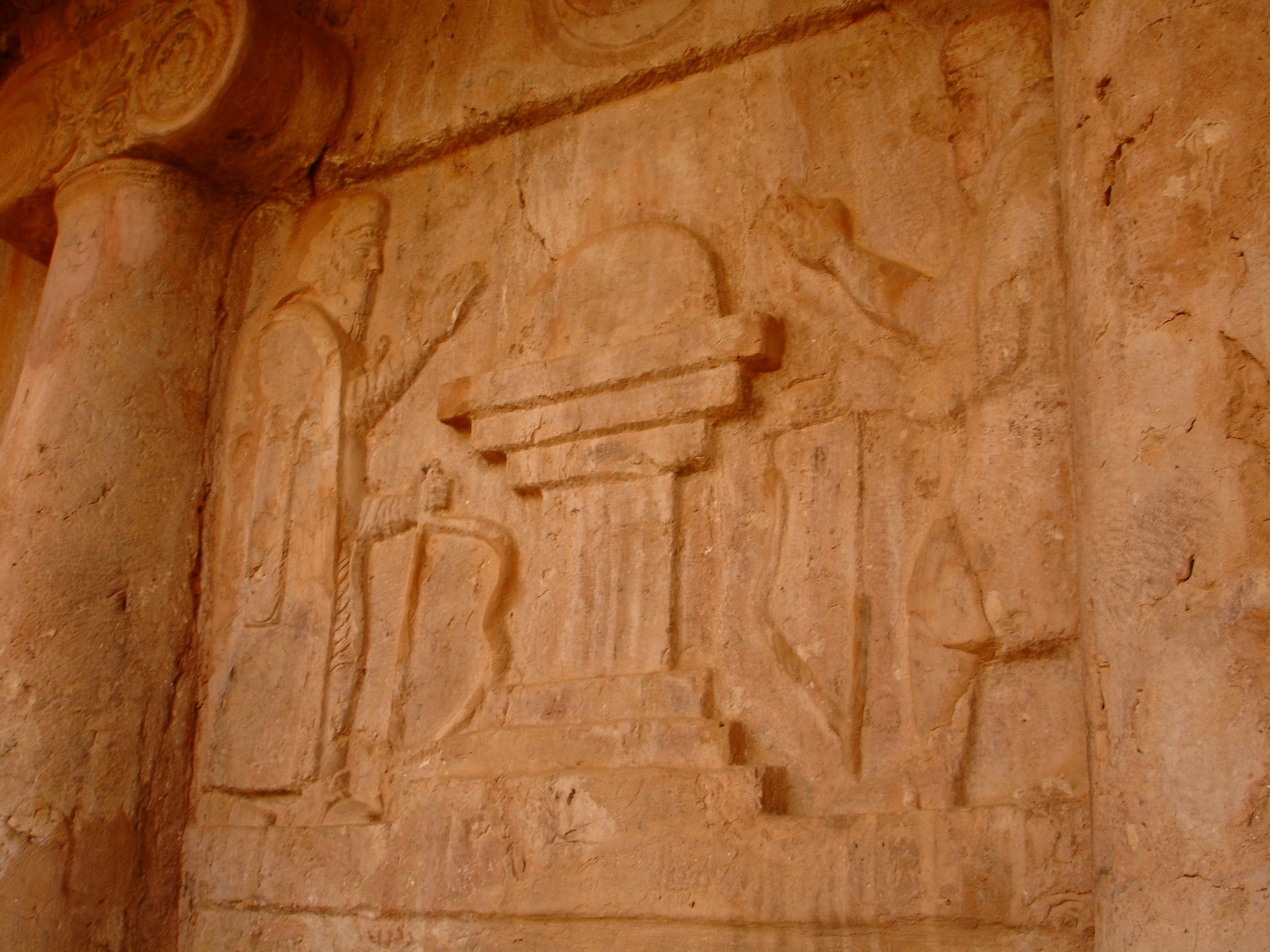
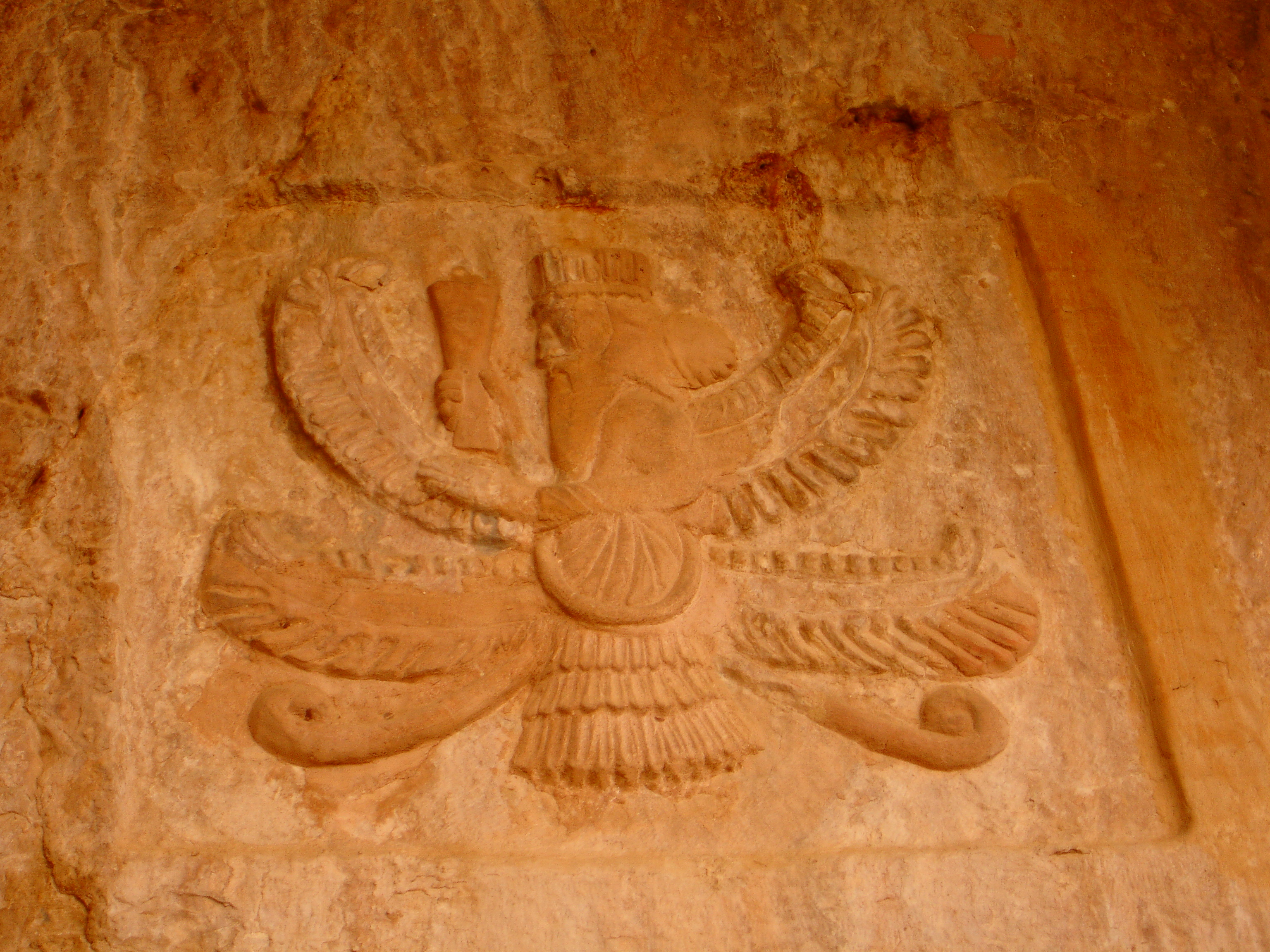
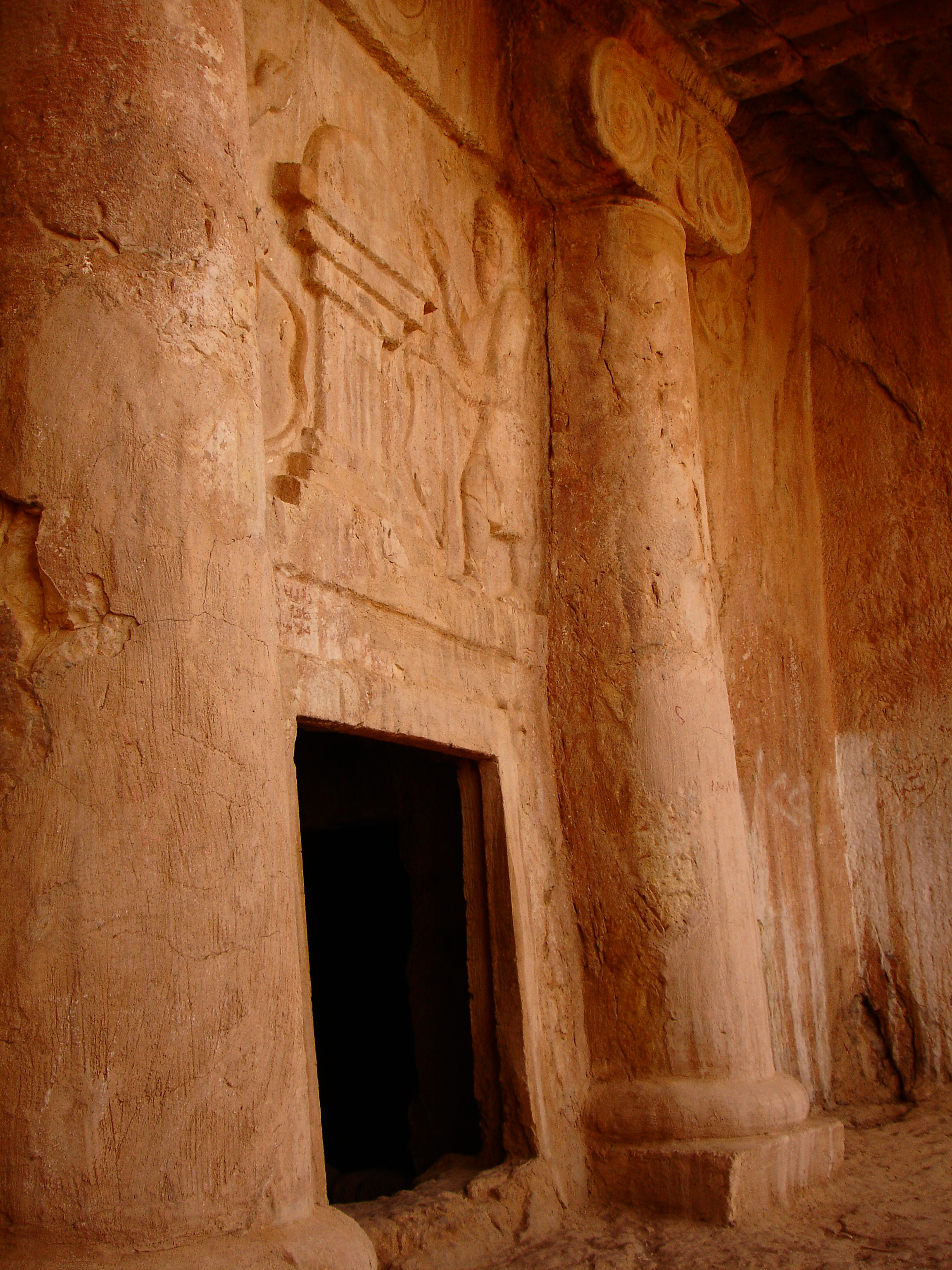
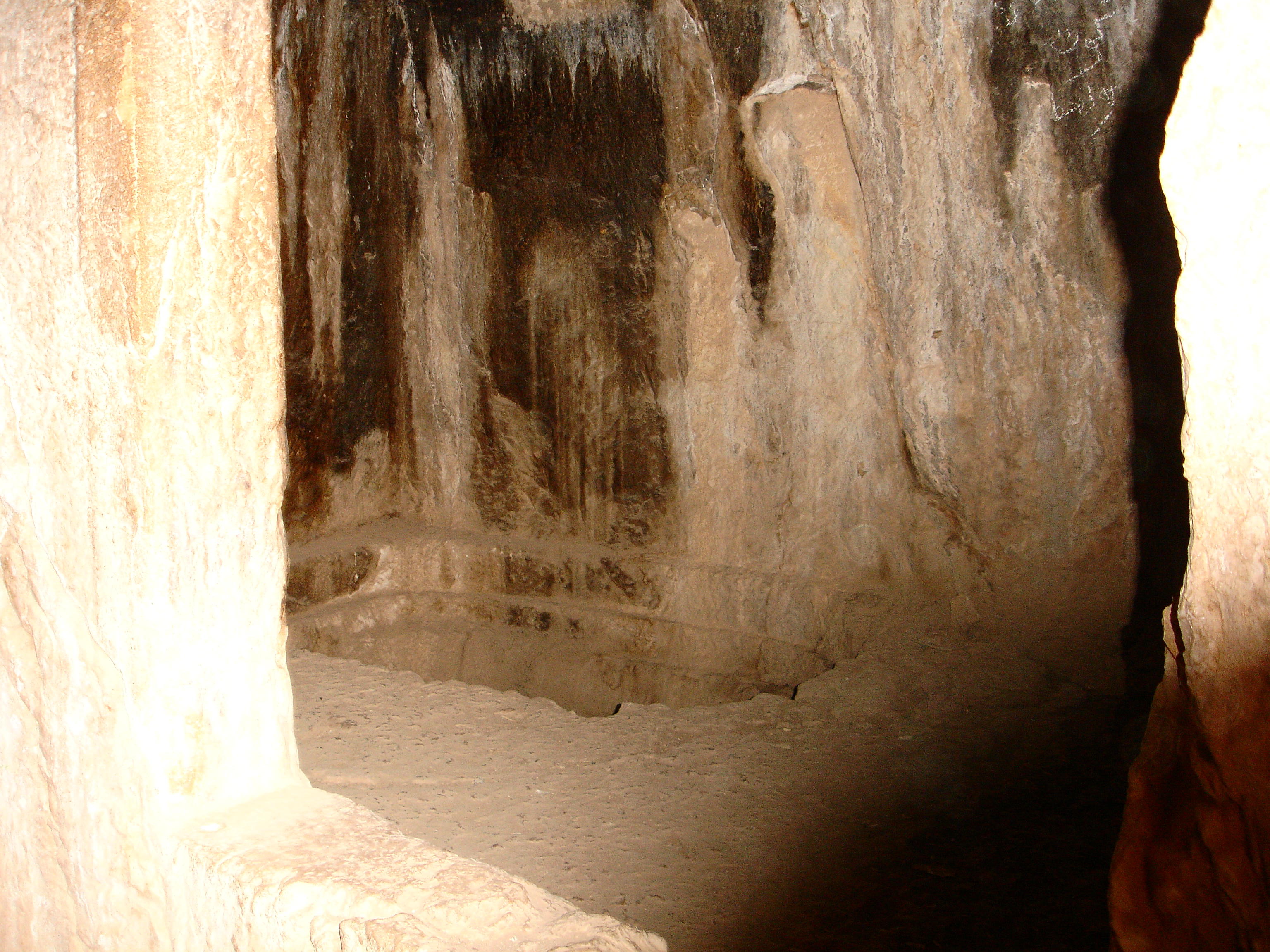
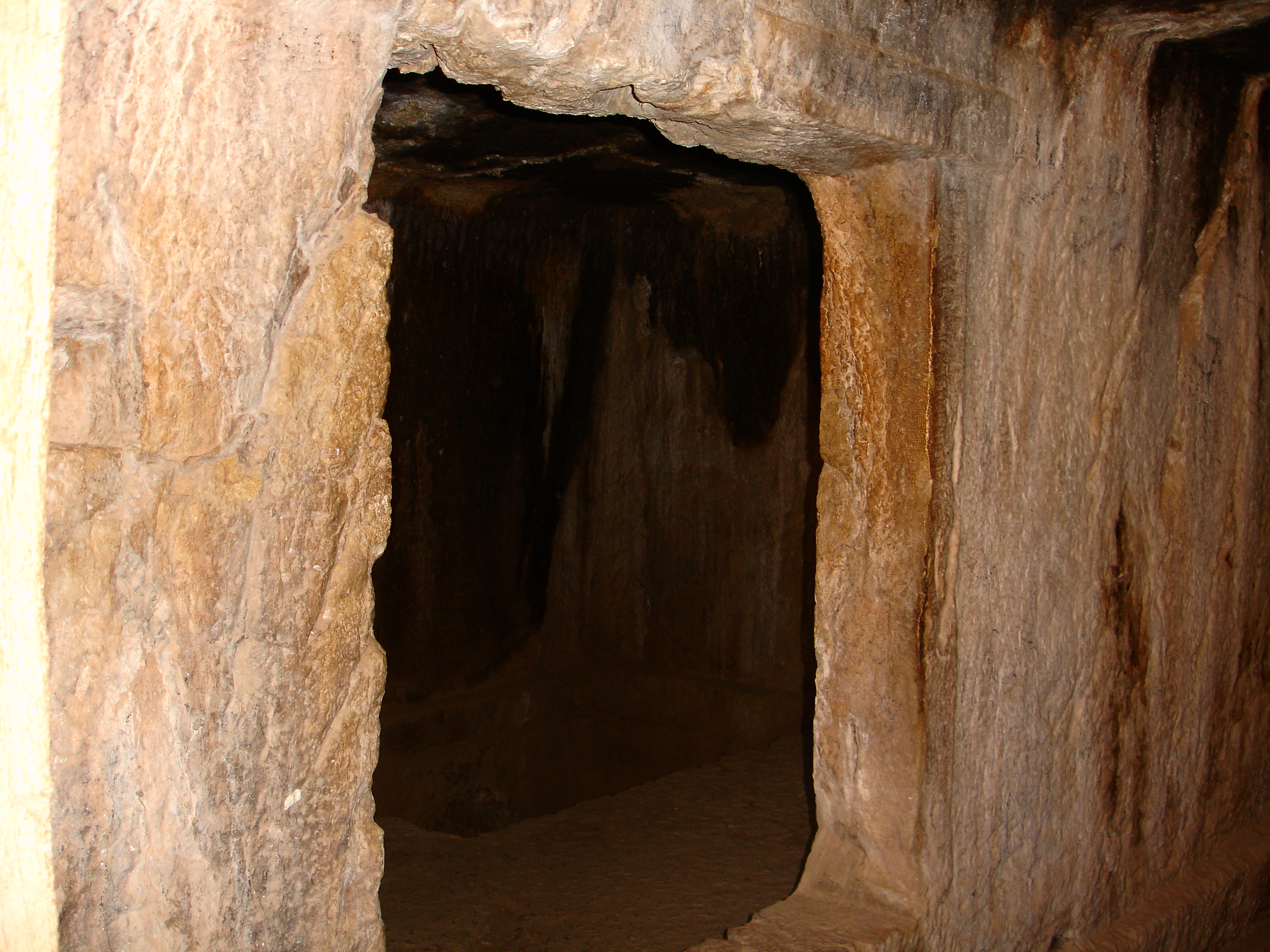